# Хорсшу (водопад, Тасмания)
Хорсшу («подкова» — англ. Horseshoe Falls) — водопад, находящийся на территории национального парка Маунт-Филд на острове Тасмания (Австралия).

## География и описание
Водопад Хорсшу расположен на ручье Расселл-Фолс-Крик (Russell Falls Creek), примерно в 100 м выше по течению от водопада Расселл, у самой восточной оконечности национального парка Маунт-Филд. Примерно в 1 км ниже водопадов, в районе населённого пункта Нашенал-Парк, Расселл-Фолс-Крик впадает в реку Тайенна, являющуюся притоком реки Деруэнт.
Водопад Хорсшу, состоящий из нескольких каскадов, находится в естественном «амфитеатре», окружённом дождевым лесом. Высота падения воды составляет около 5 м, сам водопад расположен на высоте около 225 м над уровнем моря.

## Туристские маршруты
От автомобильной стоянки у центра для посетителей национального парка Маунт-Филд, находящегося примерно в 70 км от города Хобарт (столицы штата Тасмания), сначала надо идти по направлению к водопаду Расселл. Этот участок тропы (длиной около 400 м) технически прост и доступен для посетителей, использующих инвалидные коляски. Тропа к водопаду Хорсшу — более крутая, она ответвляется от основной тропы немного не доходя водопада Расселл, прохождение этого участка занимает около 10 минут. Полная длина пути от центра для посетителей до водопада Хорсшу и обратно составляет около 1,6 км. 
От водопада Хорсшу тропа продолжается к ещё одному водопаду, расположенному в парке Маунт-Филд, — Леди-Баррон, путь до которого занимает 50—60 минут. По тропе, проходящей вдоль ручья Леди-Баррон-Крик (Lady Barron Creek), от водопада Леди-Баррон можно вернуться к автомобильной стоянке. Протяжённость замкнутого маршрута («петли») Three Falls Circuit с тремя водопадами Расселл, Хорсшу и Леди-Баррон составляет около 6 км (по другим данным, 6,7 км), и его прохождение занимает 2—2,5 часа.

## Фотогалерея

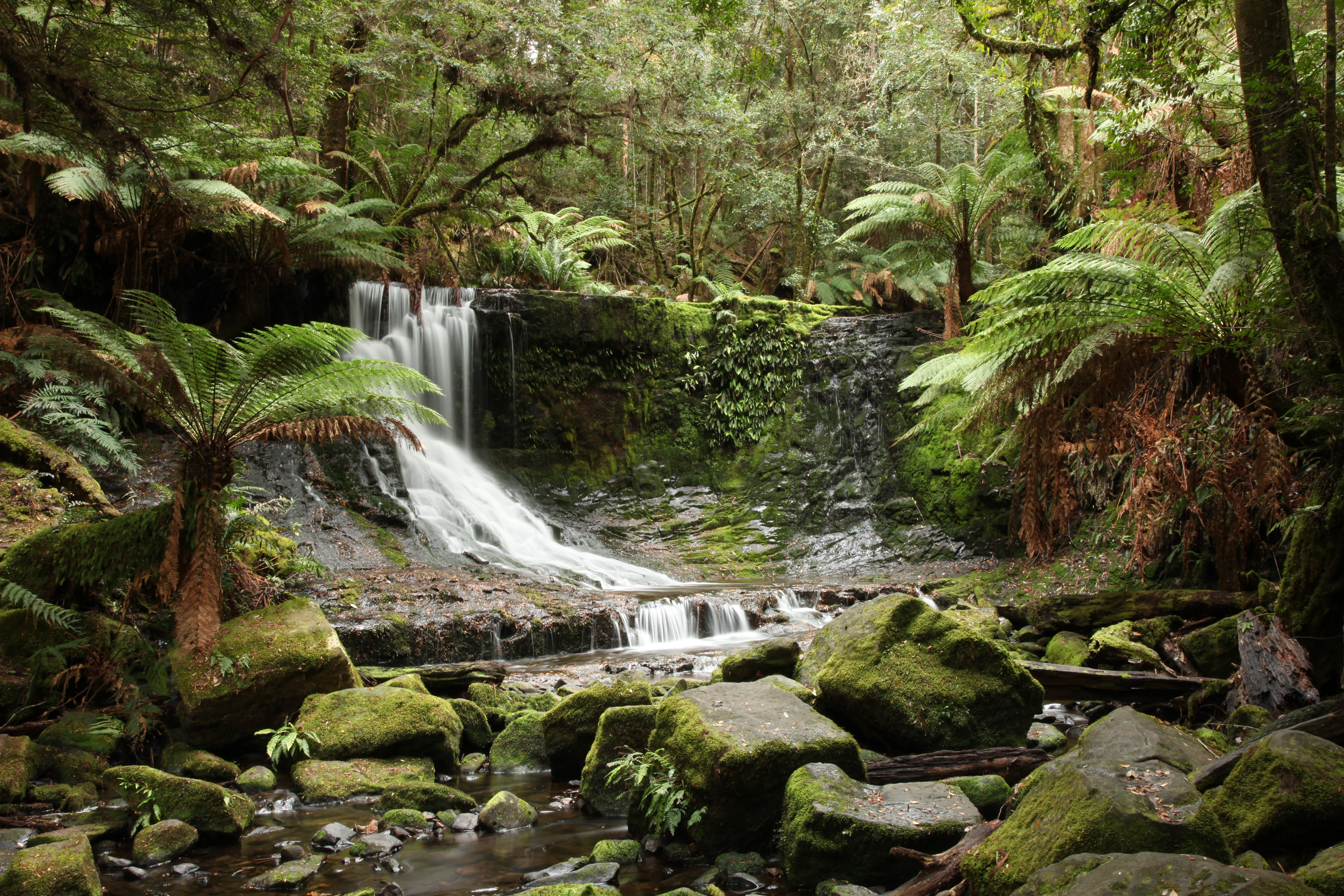
Вид на водопад и дождевой лес
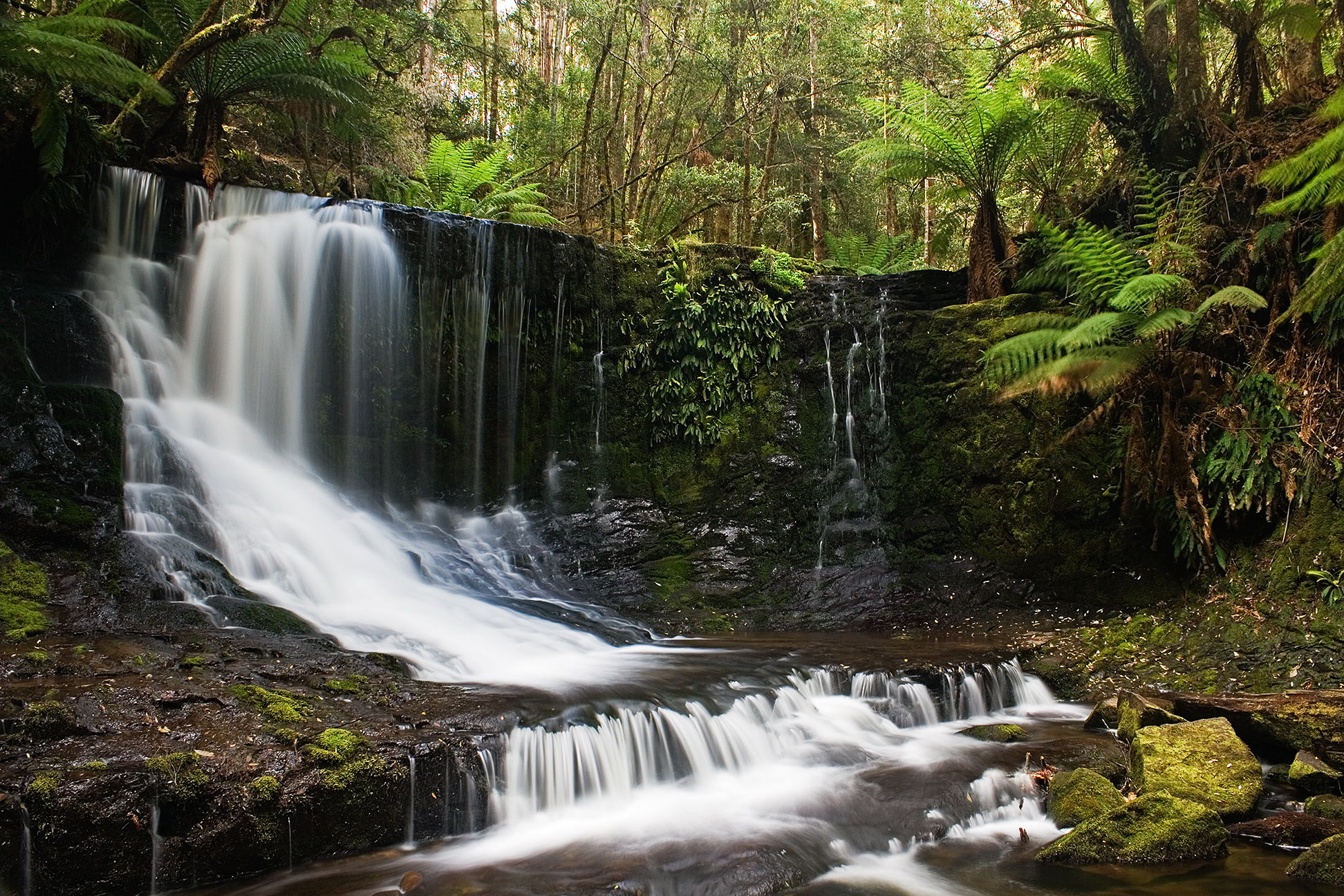
Вид на водопад вблизи
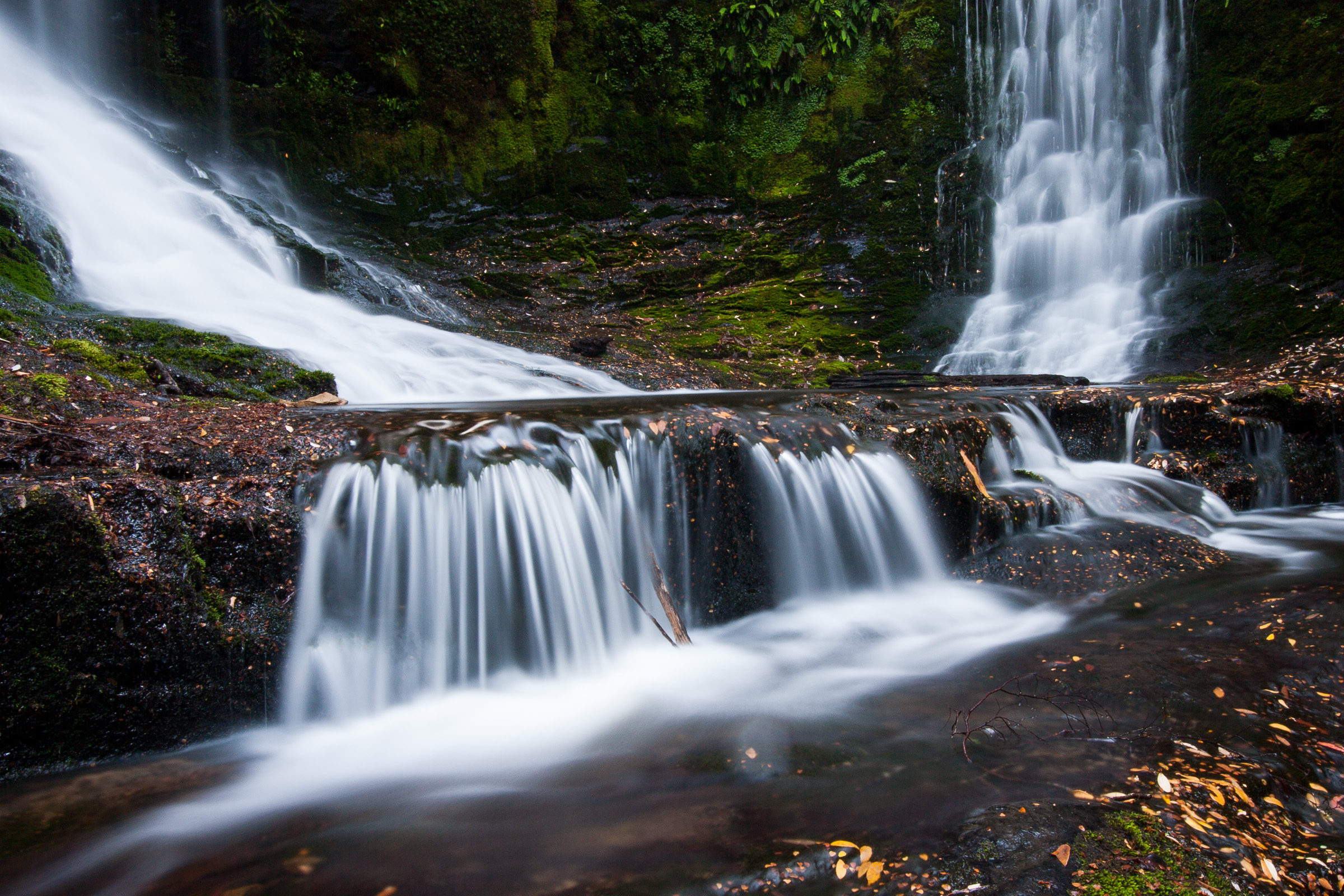
Нижняя часть водопада